# Gare de Pleumartin
La gare de Pleumartin est une gare ferroviaire française de la ligne de Châtellerault à Launay, située sur le territoire de la commune de Pleumartin, dans le département de la Vienne, en région Nouvelle-Aquitaine.

## Situation ferroviaire
La gare de Pleumartin est située sur la ligne de Châtellerault à Launay, entre les gares de Leigné-les-Bois et de La Roche-Posay.